# Call of Duty: World at War: Zombies
Call of Duty: World at War: Zombies es un videojuego de disparos en primera persona desarrollado por Ideaworks Game Studio, y publicado por Activision para iOS. Es un spin-off de la serie Call of Duty, y basado en el modo Zombies de Call of Duty: World at War. El juego fue lanzado en todo el mundo el 16 de noviembre de 2009, pero solo para dispositivos iOS. El juego permite jugar en cooperativo localmente a través de una red Wi-Fi o Bluetooth, o globalmente a través de Internet. También viene con los otros tres mapas, Verrückt, Shi No Numa y Der Riese. Una secuela del juego, llamada Call of Duty: Black Ops: Zombies ha sido publicada por Activision. Actualmente se encuentra retirado de las tiendas de la App Store desde el 2018 y solo se puede descargar por otros medios.
La ambientación del juego tiene lugar originalmente en un edificio abandonado alemán durante la Segunda Guerra Mundial desde el punto de vista de un Marine estadounidense. Los soldados de las SS se han convertido en zombis e intentan infiltrarse en el lugar y atacar a los jugadores, y los jugadores deben defenderse en el proceso.

## Jugabilidad
El objetivo del juego es sobrevivir a cada ronda de zombis. El jugador comienza el juego con un M1911 y tiene acceso a un ataque cuerpo a cuerpo a través de un cuchillo de combate, así como un máximo de 4 granadas de mano. A medida que los jugadores luchan contra los zombis, reciben puntos. Estos puntos se utilizan para comprar armas, ventajas y acceso a diferentes partes del mapa. Algunos mapas tienen diferentes variaciones de zombis que se generan en olas específicas, como los perros zombis.
En esta versión del juego, se puede ajustar la dificultad a Recluta, donde se tiene más salud y los zombis mueren hasta la ronda 5 de un cuchillazo y la dificultad Regular, que sería lo mismo que en las consolas.
Los zombis entran afuera del mapa a través de ventanas con barricadas. A medida que avanzan las rondas, la dificultad aumenta y los zombis pueden eliminar las barricadas más rápido. Los jugadores también reciben puntos por reemplazar barricadas.
El juego tiene una variedad de ventajas que se pueden comprar con puntos que otorgan a los jugadores habilidades mejoradas. Además de las ventajas, hay potenciadores que aparecen de vez en cuando cuando se mata a un zombi para ayudar aún más a los jugadores.
Algunos mapas también pueden contener Huevos de Pascua que los jugadores pueden realizar para reproducir música, ganar algún tipo de recompensa u aprender más sobre la tradición críptica de la serie.

## Mapas
Existen cinco mapas (contando el tutorial) que tienen diversas formas de zombis y puede haber nuevos enemigos o no. Los mapas son:
- Tutorial: El personaje principal se llama Rook y empiezas en el mapa de Nacht Der Untoten. Afuera del mapa, se encuentra Richtofen inmovilizado y te enseña a matar zombis, a reparar barricadas y comprar armas antes de que sea zombificado. Una vez que lo elimines o te elimine, saldrá un mensaje diciendo: Estás solo ahora, soldado.[3]

- Nacht Der Untoten: Es el primer mapa y se encuentra en un aeródromo abandonado cuatro jugadores deben defenderse de un número infinito de oleadas de zombis durante el mayor tiempo posible. Los personajes llegaron debido a que se estrelló el avión en el que iban. Es un mapa pequeño que solo tiene una ubicación de la caja misteriosa y no tiene ninguna máquina Perk-a-Cola.[4]

- Verrückt: Es el segundo mapa y es mucho más grande que Nacht der Untoten, tiene más del triple de habitaciones y cuenta con muchas más armas y utilidades. Las características más destacadas son las máquinas Perk-a-Cola, que dan diferentes ventajas, y el Interruptor de Poder. Otra característica son las defensas eléctricas. En este mapa, los jugadores (si son 2 o más) se encontrarán en habitaciones separadas y la única manera de juntarse en encendiendo el Interruptor.[5]

- Shi No Numa: Es el tercer mapa e introdujo muchos elementos en el modo de juego Zombies. Shi No Numa introdujo una ronda especial donde el jugador lucha contra un tipo único de zombi en lugar de los enemigos zombies normales, y puede ser galardonado con una munición máxima para completar la ronda Hellhound, que son perros zombis. Pueden aparecer por primera vez en ronda 5 o 6. La caja misteriosa puede cambiar de lugar, las máquinas de Perk-a-Cola son aleatorios en cada partida y se introdujo una nueva arma especial llamada Wunderwaffe DG-2. Los personajes principales no son soldados sino los Ultimis, compuesto por: Richtofen, Dempsey, Nikolai y Takeo.[6]

- Der Riese: Es el cuarto y último mapa que salió. Está ambientado en una fábrica secreta nazi en Alemania. Además de poseer las características anteriores de Shi No Numa, este mapa trajo el Pack-a-Punch, que sirve para mejorar las armas por un coste de 5000 puntos, el cuchillo Bowie, que puede eliminar más rápido a los zombis que el cuchillo normal y los teletransportadores, que te llevan a otra parte del mapa, pero debes activarlos uno por uno y también activar el poder.[7]

## Ventajas, potenciadores y más

### Perk-a-Cola
Existen 4 Perks-a-Cola que dan diferentes ventajas. Son los siguientes:
- Juggernog: Hace que aumente la salud del jugador de 2 golpes a 5 golpes. Es una de las ventajas más importantes si el jugador quiere subir a rondas altas. Su precio es de 2500 puntos.

- Quick Revive: Hace que puedas revivir a tus compañeros que han sido derribados mucho más rápido. En otras entregas, te permite usarlo 3 veces y su precio es el triple de barato ya que te puede autorreanimar. Su precio es de 1500 puntos.

- Speed Cola: Te permite recargar tu arma mucho más rápido y también hace que repares las barricadas igual de rápido. Su precio es de 3000 puntos.

- Double Tap Root Beer: Permite que la cadencia de tu arma aumente mucho pero al mismo tiempo, hace que te puedas quedar antes sin munición. Su precio es de 2000 puntos.

### Potenciadores
Los potenciadores son una ventaja que sueltan los zombis y benefician al jugador. Son un total de 5 y cada uno tiene un 20% de que aparezca. Los potenciadores son:
- Doble Puntuación: Permite que los puntos que vayas ganando, se multipliquen por 2 durante 30 segundos. Esto no se aplica junto a la Nuclear y Carpintero, pero en otras entregas si. Si mientras está activado, aparece otro, los 30 segundos se vuelven a reiniciar. Su aspecto cuando aparece es de un X2.

- Munición Máxima: Hace que los jugadores tengan sus armas llenas de munición. Se aplica a todo tipo de armas, ya sean normales o especiales. Si estás derribado y aparece el potenciador, no te afectará ni siquiera cuando hayas sido reanimado. En la ronda Hellhound, está garantizado al 100% que aparecerá uno cuando acabes la ronda. Su aspecto es de una caja de munición con balas saliendo de la caja.

- Baja Instantánea: Este potenciador hace que los zombis, durante 30 segundos mueran ya sea de una bala, de un cuchillazo o del golpe de una granada. Es aspecto que tiene al aparecer es el de una calavera.

- Nuclear: El efecto que hace este potenciador es el del eliminar al instante a todos los zombis que estén todo el mapa. Al recogerlo, la pantalla se pondrá blanca por 1 segundo y los zombis morirán quemándose, además de dar 400 puntos extras a todos los jugadores. Cuando se recoge, se escucha que alguien dice Ca-ta-pum y sucede lo anterior dicho. Su aspecto es el de una bomba nuclear.

- Carpintero: Lo que hace este potenciador es de reparar al instante todas las ventanas que tengan barricadas de madera. Solo puede aparecer cuando hay 5 ventanas que no estén reconstruidas. Otorga a todos los jugadores 200 puntos. Su aspecto es el de un martillo.

### Caja Misteriosa e Interruptor de Poder

#### Caja Misteriosa
La Caja Misteriosa es un generador de armas aleatorias que está en todos los mapas. Dependiendo del tamaño del mapa, la caja puede cambiar su ubicación a varios sitios después de varios tiros. Para tirar de la caja, se debe pagar un precio de 950 puntos y dependiendo de la suerte, puede tocarte armas normales o especiales. Su aspecto es de una caja de madera simple que tiene dos signos de interrogación (? ¿) amarillos brillantes.
Para ubicarlo, es bastante sencillo, ya que en sus ubicaciones suele haber un oso de peluche y en el cielo, la caja emite un rayo de luz azul que puede traspasar las paredes y tejados.

#### Interruptor de Poder
El Interruptor de Poder es un mecanismo que se encuentra en los mapas de Verrückt y Die Riese. Cuando se activa, hace que también se activen las trampas eléctricas, los Perks-a-Cola, el Pack-a-Punch o abrir puertas que requieran energía.
En el mapa de Verrückt, permite encender las trampas eléctricas, activar los Perk-a-Cola y abrir la puerta que separa las 2 habitaciones iniciales y en el mapa de Die Riese, enciende el Pack-a-Punch y activa los teletransportadores.

## Armamento
| Fusiles de asalto | Subfusiles | Escopetas                | Ametralladoras ligeras | Fusiles de precisión          | Fusiles tácticos | Pistolas    | Cuerpo a cuerpo            | Armas especiales |
| ----------------- | ---------- | ------------------------ | ---------------------- | ----------------------------- | ---------------- | ----------- | -------------------------- | ---------------- |
| STG-44            | MP-40      | Cañón de Trinchera M1897 | Browning M1919         | PTRS-41                       | Gewehr 43        | Colt M1911  | Cuchillo                   | Lanzallamas M2   |
| Carabina M1       | PPSh-41    | Escopeta de dos cañones  | MG 42                  | Springfield                   | M1 Garand        | .357 Magnum | Cuchillo Bowie             | Arma de Rayos    |
| BAR               | Thompson   |                          |                        | Kar98k                        | FG 42            |             | Pala (Solo en Shi No Numa) | Wunderwaffe DG-2 |
|                   | Tipo 100   |                          |                        | Arisaka (Solo en Shi No Numa) |                  |             |                            |                  |